# 芦北町立内野小学校
芦北町立内野小学校（あしきたちょうりつ うちのしょうがっこう）は、熊本県葦北郡芦北町にある公立小学校。

## 沿革
- 1874年（明治7年） - 内野小学校創立。
- 1881年（明治14年） - 大野小学校が独立。
- 1889年（明治22年）- 内野尋常小学校となる。
- 1941年（昭和16年） - 内野国民学校と改称。
- 1947年（昭和22年） - 大野村立内野小学校と改称。
- 1955年（昭和30年） - 葦北町立内野小学校と改称。
- 1970年（昭和45年） - 芦北町立内野小学校と改称